# Kim Hye-sun
Kim Hye-sun (en hangul, 김혜선; 28 de septiembre de 1969) es una actriz surcoreana. Conocida por su papel protagonista en el drama First Wives Club (2007–2008).

## Vida personal
Se casó con por primera vez en 1995, pero después de ocho años de matrimonio, se divorció en septiembre de 2003. Se volvió a casar en julio de 2004, pero ella y su segundo marido, un hombre de negocios, se divorciaron en 2009. Tiene dos hijos: un hijo y una hija.

## Filmografía

### Series de televisión
| Año     | Título                  | Papel       | Ref.        |
| ------- | ----------------------- | ----------- | ----------- |
| 2021    | Okay Kwang Sisters      | Oh Taeng-ja |             |
| 2022-23 | Red Balloon             | Ko Geum-ah  | [ 3 ] [ 4 ] |
| 2024    | Beauty and Mr. Romantic | Hong Ae-kyo | [ 5 ] [ 6 ] |

### Cine
| Año  | Título                             | Papel          | Notas      | Ref.              |
| ---- | ---------------------------------- | -------------- | ---------- | ----------------- |
| 1986 | Dancing Daughter                   |                |            |                   |
| 1987 | A Woman Beating the Drum           |                |            |                   |
| 1988 | If You Want                        | Ki-yeon        |            |                   |
| 1989 | Memories of Balbari                | Mi-na          |            |                   |
| 1991 | The Submarine with a Rabbit Aboard | Kim Mi-ah      |            |                   |
| 1992 | A Bloody Battle for Revenge        | In-hye         |            |                   |
| 1992 | Sons and Lovers                    | Ga-hee         |            |                   |
| 1993 | Hwa-Om-Kyung                       | I-ryeon        |            |                   |
| 1993 | Love Is Oh Yeah!                   | profesora Choi |            |                   |
| 1994 | The Man Who Cannot Kiss            | Do Do-hye      |            |                   |
| 1996 | Piano Man                          |                | Productora |                   |
| 2006 | Dark Forest                        | Kim Sun-a      | Cameo      |                   |
| 2011 | My Secret Partner                  | Hee-sook       |            | [ 7 ] [ 8 ] [ 9 ] |